# Râul Vicinic
Râul Vicinic este un curs de apă, afluent al râului Caraș. Cea mai mare parte a cursului de apă se află pe teritoriul României. Pe cursul inferior traversează frontiera cu Serbia înainte de se vărsa în râul Caraș.

## Hărți
- Harta județului Caraș-Severin